# سس سالاد
سس سالاد یک سس برای سالاد است. سس‌ها که تقریباً روی همه سالادهای برگ دار استفاده می‌شوند، ممکن است در تهیه سالاد لوبیا، سالاد رشته فرنگی یا پاستا و آنتی پاستی و انواع سالاد سیب زمینی استفاده شوند.
سس‌های سالاد را می‌توان روی سالاد بریزید، به مواد اضافه کنید و روی آن‌ها بریزید، در کنار آن قرار دهید، یا به‌عنوان دیپ سرو کنید، مانند سالاد سبزیجات یا بال مرغ.

## انواع
در فرهنگ غربی، دو نوع اصلی سس سالاد وجود دارد:
- وینگرت بر پایه مخلوط (امولسیون) روغن زیتون یا سالاد و سرکه و طعم‌های مختلف با گیاهان، ادویه جات ترشی جات، نمک، فلفل، شکر و سایر مواد مانند دانه خشخاش یا پنیر پارمزان آسیاب شده‌است.[۱]
- سس‌های خامه‌ای، معمولاً بر پایه سس مایونز یا محصولات شیر تخمیر شده، مانند ماست، خامه ترش (کرم فریش، اسمتانا)، یا دوغ.

در ایالات متحده، سس رنچ مبتنی بر آب دوغ محبوب‌ترین است، و سس وینگرت و سس به سبک سزار پس از آن قرار دارند.

### فهرست سس‌ها
برخی از سس‌های سالاد عبارتند از: